# 馬爾基夫卡 (伊凡諾-法蘭科夫斯克州)
參數所指定的目標頁面不存在，建議更正成存在頁面或直接建立下列一個頁面（建立前請先搜尋是否有合適的存在頁面可以取代）：
- 馬爾基夫卡 (消歧義)

48°29′56″N 24°50′41″E / 48.49889°N 24.84472°E
馬爾基夫卡（羅馬化：Markivka）是烏克蘭西部伊萬諾-弗蘭科夫斯克州科洛梅亞區佩切尼任市鎮的村莊，始建於1684年，面積11.4平方公里，2001年人口1,089，人口密度每平方公里95.8人。